# خون روی پیشانی
خون روی پیشانی (به هندی: Khoon Bhari Maang) فیلمی محصول سال ۱۹۸۸ و به کارگردانی راکیش روشن است. در این فیلم بازیگرانی همچون ریکا، کبیر بدی، سونو والیا، شاتورگان سینها، قادرخان، راکیش روشن، سعید جعفری ایفای نقش کرده‌اند.